# Ryuta Koike
Ryuta Koike (Hachioji, 29 augustus 1995) is een Japans voetballer die doorgaans als rechterverdediger uitkomt.

## Carrière
Koike werd opgeleid op de JFA Academy Fukushima. Hij begon er als middenvelder, maar schoof op naar de positie van verdediger. In januari 2014 maakte hij de overstap naar Renofa Yamaguchi FC, dat toen nog actief was in de Japan Football League (het vierde niveau in het Japanse voetbal). Na twee promoties op rij kwam Koita in 2016 met zijn club in de J2 League terecht. Daar werd hij opgepikt door eersteklasser Kashiwa Reysol, waarmee hij uitkwam in de AFC Champions League.
In juli 2019 verhuisde Koike naar Europa. Hij ondertekende een contract van drie seizoenen bij KSC Lokeren, waar hij met Jun Amano een landgenoot tegenkwam. In 2020 ging hij naar  Yokohama F. Marinos.